# SS Bokhara
El SS Bokhara fue un barco de vapor de P&O que se hundió en un tifón el 10 de octubre de 1892, frente a la costa de Sand Island en Pescadores, Formosa. De las 150 personas que fallecieron, once eran miembros del equipo de cricket de Hong Kong.
El equipo de cricket de Hong Kong había jugado un partido de cricket Interport contra Shanghai en el Shanghai Cricket Club el 3 de octubre de 1892 y regresaba a casa en el SS Bokhara.

## Hundimiento

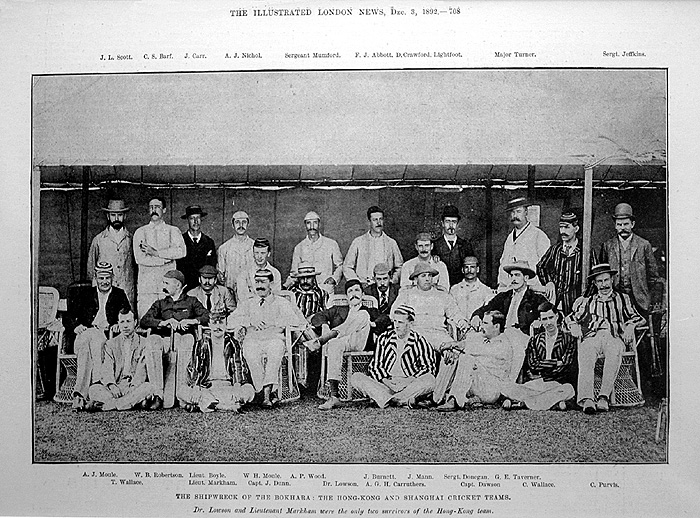
Los equipos de cricket de Hong Kong y Shanghai posan para una fotografía.

El barco partió de Shanghai el 8 de octubre, debía llegar a Hong Kong el día 11 y luego se dirigió a Colombo y Bombay. A bordo se encontraban 173 personas, además de seda, té y carga general con un peso de 1.500 toneladas.
El 9 de octubre azotó un tifón imprevisto y, después de varias maniobras iniciales, el barco se quedó quieto con la esperanza de navegar por el centro del Estrecho de Taiwán hasta que la tormenta, que el capitán pensaba que cruzaría el estrecho y tocaría tierra cerca de Xiamen. Desafortunadamente, la tormenta se estaba volviendo recurrente y pasando por la costa occidental de Taiwán. La deriva esperada en una dirección generalmente suroeste fue en realidad entre el sur y el suroeste directamente hacia las islas Penghu. Los vientos empeoraron el día 10 y, cuando el barco se balanceó violentamente, los barcos del barco se estrellaron y la caseta de cubierta se dañó. A las diez de la noche del 10 de octubre, tres enormes olas abordaron el barco, destrozaron las claraboyas de la sala de máquinas y de calderas y, doblándose por debajo, apagaron las calderas, llenando de vapor los espacios de máquinas.
Los ingenieros intentaron en vano hacer que la caldera volviera a funcionar para generar vapor, pero alrededor de las once y cuarenta, la guardia en el puente vio tierra a sólo unos cientos de metros de distancia, directamente a sotavento. El capitán bajó para avisar a los pasajeros y llevarlos a cubierta, pero ya era demasiado tarde. Aproximadamente a las once y cuarenta y cinco, el barco chocó contra el arrecife dos veces; el segundo golpe provocó que el costado de estribor se rompiera de par en par y en dos minutos el Bokhara se había hundido.

## Consecuencias
Se inició una Junta de Investigación Marina, pero después de sólo dos días de testimonios se concluyó que el accidente no fue causado por un acto ilícito o por incumplimiento de ningún Oficial Certificado y elogió a la tripulación por sus esfuerzos para evitar la tragedia.
Con la comunidad de cricket de Hong Kong de luto, la serie Interport no se reanudó hasta 1897.
Sand Island en Pescadores, donde se hundió el barco, estaba hasta hace poco dentro de un campo de tiro militar taiwanés. Sin embargo, ahora está abierto a los turistas y es accesible durante la marea alta, y el monumento al Bokhara ha sido restaurado.